# Jablotschkowsche Kerze

Darstellung einer jablotschkowschen Kerze
Jablotschkowsche Kerzen, teilweise benutzt

Die jablotschkowsche Kerze ist eine spezielle Ausführung der elektrischen Kohlebogenlampe. Da in den Anfängen der elektrischen Beleuchtungstechnik der gleichmäßige Abstand der Kohleelektroden im Betrieb der Lampen nur unvollkommen zu gewährleisten war, konstruierte Pawel Nikolajewitsch Jablotschkow im Jahr 1876 die nach ihm benannte „elektrische Kerze“, bei der die Kohleelektroden parallel angeordnet waren. Dadurch konnte auf eine Regelvorrichtung, die üblicherweise für den Betrieb von Bogenlampen notwendig ist, verzichtet werden. Die jablotschkowschen Kerzen wurden mit Wechselstrom betrieben und brannten gleichmäßig ab. Man setzte sie zur Beleuchtung von öffentlichen Räumen ein, so wurden sie unter anderem am Themse-Ufer in London und im Berliner Hauptpostamt installiert. 1878 brannten zum Schluss der Weltausstellung in Paris abends rund 1000 jablotschkowsche Kerzen.
Nachteilig bei den jablotschkowschen Kerzen war, dass sie nur rund 90 Minuten brannten und nur einmalig eingeschaltet werden konnten. Bei einer Unterbrechung des Stromes erloschen sie und mussten ausgewechselt werden.
Durch die Erfindung der Differenzialbogenlampe durch Friedrich von Hefner-Alteneck wurden die „elektrischen Kerzen“ abgelöst und die elektrische Beleuchtung weiter verbessert. Die jablotschkowschen Kerzen blieben eine Übergangslösung in der Beleuchtungstechnik.